# Сан Ђенаро I (Лука)
Сан Ђенаро I је насеље у Италији у округу Лука, региону Тоскана.
Према процени из 2011. у насељу је живело 70 становника. Насеље се налази на надморској висини од 109 м.